# رائول لوسوئور
رائول لوسوئور (انگلیسی: Raoul Lesueur؛ ۲۹ آوریل ۱۹۱۲ – ۱۹ اوت ۱۹۸۱) ورزشکار دوچرخه‌سواری پیست اهل فرانسه بود.
وی در مسابقات کشوری و بین‌المللی در مجموع برندهٔ ۲ مدال طلا، ۱ مدال برنز شده‌است.